# Черникова, Лариса Владимировна
Лариса Владимировна Че́рникова (в девичестве — Ше́пелева; род. 17 августа 1974, Курск) — российская певица, добившаяся популярности в 1990-е годы с композициями «Одинокий волк», «Влюблённый самолёт», «Да ты не смейся», «Ты не приходи» и рядом других.

## Биография

### Юные годы
Лариса Шепелева родилась 17 августа 1974 года в городе Курске. Воспитывала будущую артистку только мать. Когда Шепелевой было 6 лет, мать — по специальности классическая пианистка — получила должность в Министерстве культуры СССР, и они переехали в Москву.
В 1990 году после восьмого класса школы Шепелева поступила в музыкальное училище имени Гнесиных на отделение Народного пения. В 1992 году после второго курса она была зачислена в состав ансамбля «Русская песня» Надежды Бабкиной, с которым выступала полтора года. В связи с активной гастрольной деятельностью Шепелева перевелась на заочного обучения в Московский государственный институт культуры. В 1997 году она окончила обучение с красным дипломом, после чего работала преподавателем в музыкальной школе.

### Творчество
В 1993 будущая певица вышла замуж и взяла фамилию мужа, став Ларисой Черниковой. В 1994 году она начала свою сольную карьеру, выступив в «Лужниках» с песней «Музыка дождя» и сняв клип на неё. В том же году, в сотрудничестве с продюсером Сергеем Обуховым, Черникова сняла второй клип «Ты полети, моя звезда…». В 1995 году на студии «Союз» певица записала альбом «Одинокий волк» с одноимённой песней в стиле техно. К лету 1996 года певица выпустила второй альбом — «Подари мне ночь», с одноимённой песней, которая вместе с композицией «Да ты не смейся» стали хитами и занимали первые строчки музыкальных чартов. Альбом «Подари мне ночь» Лариса Черникова посвятила мужу, трагически погибшему весной 1996 года. Несмотря на постигшее её горе, Черникова продолжала свою творческую деятельность и сняла клип на песню «Да ты не смейся».
Осенью 1996 года Лариса Черникова и Сергей Обухов разорвали контракт. Певица поменяла состав своей танцевальной группы и начала работать с продюсером Александром Толмацким. Весной и летом 1997 года Черникова сняла клипы на новые песни «Влюблённый самолёт» и «Тайна». В августе того же года она выпустила свой третий альбом «Тайна», записанный на студии «Media Star». В 1997 году у Черниковой вышел новый хит — «Влюблённый самолёт», который занял первые места во многих хит-парадах. В том же году был записан альбом «Тайна», а песня «Одинокий волк» обрела популярность в Прибалтике благодаря исполнению литовской певицы Виктории Мауручайте.
С осени 1997 года по весну 1998 года Лариса Черникова работала на московской радиостанции «Открытое радио» ведущей еженедельных передач. Записала шуточную песню «Жадина» в стиле «евродэнс» в двух вариантах аранжировки. В конце года, перепев композицию «Why» шведской певицы Pandora, записывала песню «Кто?!..», посвящённую погибшему мужу. Также творческому переосмыслению подверглась песня 1982 года «Nur geträumt» немецкой певицы Nena, исполненная певицей Blümchen в стиле Happy Hardcore, ставший популярным кавер которой, под названием «А мне мама», Черникова записала на стихотворение Константина Ваншенкина «За окошком свету мало» (1964).
В 1998 году Черникова много работала в студии и записывала фонограммы к концертам. В том же году были сняты клипы песен «Кто?!..» и «Один глоток». В конце осени певица записала песню «Ты не приходи», которая весной 1999 года вошла в сборник «Союз-24». В это же время была записана песня и снят клип новой песни «Я Шура — ребёнок нежный». Летом 1999 года певица выпустила новый альбом «Солнечный город», впервые выступив в качестве продюсера. Песня «Покоритель огня» стала лауреатом премии «Фестиваля пожарной песни». В конце 1999 года Черникова сняла ещё два клипа на песни из этого альбома. В 2000 году на экраны вышел новый клип «Моряк», чуть позже — «Хочу быть с тобой» и «Эта истина — любовь». В 2001—2002 годах вышли клипы «Морской роман», «Тебя я ждала». В 2003 году певица записала альбом «Я стану дождём» с одноимённым клипом. В этом же году выпустила песню «С добрым утром» — которая стала хитом.
В начале 2000-х после замужества и рождения сына Черникова прекратила выступления и уехала в США. В последующие годы она только раз заявила о себе как о певице, выпустив в 2008 году альбом «Ангел». Начиная с 2016 года Лариса Черникова чаще стала появляться на российском телевидении. В 2017 году она выпустила альбом «Закон ОМ», где исполнила мантры на санскрите. На песню «Мантра Солнца» («Сурья мантра») она выпустила клип.
В 2023 году певица приняла участие в третьем сезоне телепроекта «Суперстар. Возвращение» на «НТВ». В том же году Черникова стала кандидатом в члены Общественной палаты Российской Федерации.

## Личная жизнь
25 июня 1993 года певица вышла замуж за 26-летнего бизнесмена Андрея Черникова. Муж оказывал ей поддержку в её карьере, арендуя студию для записи альбомов жены. Брак продлился до 3 апреля 1996 года, когда Черников был найден мёртвым с огнестрельным ранением в голову на могиле своего отца. Следствие решило, что это было самоубийство, однако Черникова считает, что мужа заставили застрелиться. Певица стала получать угрозы от неизвестных ей людей, которые заставляли её выплатить якобы долги покойного мужа. Песню под названием «Кто?!..» Лариса посвятила мужу, а основой для сюжета клипа на эту песню стали трагические события, связанные с его убийством. Черникова также посвятила своему мужу вышедший в 1996 году свой второй альбом под названием «Подари мне ночь».
В 2000 году через службу виртуальных знакомств Черникова познакомилась с американским бизнесменом Джеймсом Фиоре. После свадьбы певица оставила сцену и переехала с мужем в Таиланд, где в 2005 году родила сына Кирилла. Затем семья переехала в США на ферму в Техас, где жила больше 10 лет. С Фиоре певица развелась в 2013 году, однако бывшие супруги продолжили жить вместе. В 2019 году Джеймс Фиоре умер от COVID-19.
После развода она перебралась на ферму, купила коров и создала бизнес. В дальнейшем у Черникова некоторое время встречалась с сотрудником службы спасения Ричардом Джонсоном. В декабре 2021 года в программе «Судьба человека» певица рассказала, что у неё есть второй сын. Отцом её второго ребёнка стал хорошо знакомый ей донор спермы.
Лариса Черникова живёт в США, однако летом 2023 года заявила, что приняла решение вернуться в Россию.

## Дискография

### Студийные альбомы
| Год  | Название          | Лейбл              |
| ---- | ----------------- | ------------------ |
| 1995 | «Одинокий волк»   | «Союз»             |
| 1996 | «Подари мне ночь» | «Союз»             |
| 1997 | «Тайна»           | «Союз»             |
| 1999 | «Солнечный город» | NIL (2)            |
| 2003 | «Я стану дождём»  | CD Land            |
| 2004 | «О любви не тая»  | «Никитин»          |
| 2008 | «Ангел»           | «Монолит»          |
| 2017 | «Закон ОМ»        | United Music Group |
| 2017 | «The Law of OM»   | United Music Group |

### Синглы и мини-альбомы
| Год  | Название          | Лейбл              |
| ---- | ----------------- | ------------------ |
| 1996 | «Подари мне ночь» | «Союз»             |
| 2016 | «Мантра Солнцу»   | United Music Group |

### Сборники
| Год  | Название              | Лейбл     |
| ---- | --------------------- | --------- |
| 2004 | «Любовное настроение» | «Никитин» |

## Фильмография
- 1995 — «Орёл и решка»
- 2003 — «Амапола» — камео
- 2019 — «Весёлые гастроли на Чёрном море» — певица Лариса